# Karl Helfferich

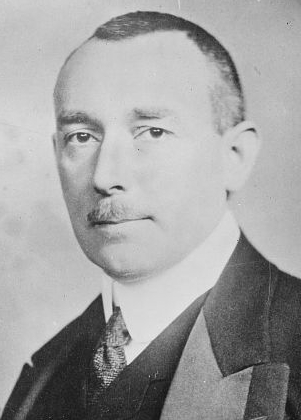
Karl Helfferich

Karl Theodor Helfferich (* 22. Juli 1872 in Neustadt an der Haardt; † 23. April 1924 in Bellinzona, Schweiz) war ein deutscher Wirtschaftswissenschaftler, Bankier und Politiker. Er war während des Ersten Weltkriegs von Januar 1915 bis Mai 1916 Staatssekretär des Reichsschatzamtes und anschließend bis Oktober 1917 Staatssekretär des Reichsamtes des Innern sowie Stellvertreter des Reichskanzlers. Nach 1918 war er in der Deutschnationalen Volkspartei ein führender Vertreter der antisemitischen deutschen Rechten. Von 1920 bis zu seinem Unfalltod war er Mitglied des Reichstages.

## Herkunft, Ausbildung und Beruf
Karl Helfferich war das älteste von sieben Kindern (darunter der Kaufmann Emil Helfferich) des Textilfabrikanten Friedrich Helfferich. Nach dem Gymnasium im pfälzischen Neustadt studierte er ab 1890 Rechts- und Staatswissenschaften an den Universitäten Berlin, München und Straßburg, wo er 1894 bei Georg Friedrich Knapp mit einer Dissertation über den Wiener Münzvertrag von 1857 promovierte. Mit einer Arbeit über „Die Reform des deutschen Geldwesens nach der Begründung des Deutschen Reiches“ habilitierte er sich 1899 in Berlin im Fach Nationalökonomie. Während Adolph Wagner und Hans Delbrück Helfferichs Habilitation ablehnten, legten Gustav Schmoller, Max Sering und Theodor Mommsen positive Voten ein.
Anschließend hielt Helfferich als Privatdozent Vorlesungen, 1902 wurde er zum Professor ernannt. Ein Jahr später veröffentlichte er sein wirtschaftswissenschaftliches Hauptwerk Das Geld. Ab 1901 war er als Referent für wirtschaftliche Angelegenheiten in der Kolonialabteilung des Auswärtigen Amtes tätig, ab 1904 trug er die Amtsbezeichnung Legationsrat, im Jahr darauf wurde er zum Vortragenden Rat befördert. In dieser Funktion leitete er insbesondere die Einführung neuer Währungen in den afrikanischen Kolonien des Kaiserreichs. Er verlor seine Stellung als Ministerialbeamter im Auswärtigen Amt zusammen mit Ernst II. zu Hohenlohe-Langenburg, dem Leiter der Kolonialabteilung im Auswärtigen Amt, nachdem der Zentrumsabgeordnete Matthias Erzberger, gestützt auf Berichte von Beamten im Reichskolonialamt, Misswirtschaft und Korruption in der Grauzone von Ministerialbürokratie und Unternehmen wie der Deutschen Kolonialgesellschaft aufgedeckt hatte. Dies begründete den besonders großen Hass von Helfferich auf Erzberger, den er zur Vergeltung später mit Pressekampagnen überzog. 
Er schied 1906 aus dem Staatsdienst aus und wurde Direktor der Anatolischen Eisenbahn in Konstantinopel, deren Hauptaktionärin die Deutsche Bank war und die auch am Bau der Bagdadbahn beteiligt war. Helfferich wurde 1908 ins Direktorium der Deutschen Bank, zwei Jahre später in den Zentralausschuss der Reichsbank berufen.

## Erster Weltkrieg
Im Januar 1915 wurde er Staatssekretär im Reichsschatzamt (entspricht einem Finanzminister) in der Regierung des Reichskanzlers Theobald von Bethmann Hollweg. Er verantwortete die Kriegsfinanzierung des Deutschen Reichs im Ersten Weltkrieg durch Anleihen, die den Staat hoch verschuldeten und somit voll auf eine Refinanzierung durch die Verlierer des Kriegs zugeschnitten war. Das führte zu als katastrophal empfundenen inflationären Folgewirkungen (siehe auch Deutsche Inflation 1914 bis 1923). Durch die Niederlage verloren viele Deutsche ihr Vermögen.

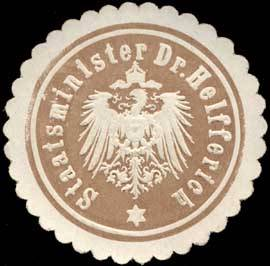
Siegelmarke Staatsminister Dr. Helfferich

Vom 22. Mai 1916 bis 23. Oktober 1917 war Helfferich Staatssekretär des Reichsamtes des Innern und Vizekanzler (bis zum 9. November 1917). Nachdem Helfferich eine Besteuerung der Kriegsgewinne zunächst hinausgezögert hatte, regelte er sie schließlich so, dass sie nicht ernsthaft belastet wurden. Zunächst wie Reichskanzler Theobald von Bethmann Hollweg engagierter Gegner des uneingeschränkten U-Boot-Kriegs, gehörte er seit der Jahreswende 1916/17 – im Unterschied zu seinem Intimfeind Walther Rathenau – zu dessen aktivsten Befürwortern.
Helfferich erklärte auf der Sitzung des preußischen Ministerrates vom 24. Oktober 1916, dass das geplante Polenmanifest der Mittelmächte vorläufig nur die Bildung eines „autonomen“ Polens, in Anlehnung an die Mittelmächte, in Aussicht stelle. Deutschland müsse in Kongresspolen einen „Rahmen ohne Bild“ schaffen, manche nahmen jedoch schon an dem „Rahmen“ Anstoß.
In der Anfangsphase des Kriegs unterstützte Helfferich zudem die Forderungen der SPD nach einer Reform des preußischen Dreiklassenwahlrechts. Später wechselte er ins rechte Lager und musste deshalb Ende 1917 auf Druck der linken Reichstagsmehrheit von seinen Ämtern zurücktreten. Unter der dritten Obersten Heeresleitung (OHL) war er ab 1916 maßgeblich an der Ausarbeitung des Hilfsdienstgesetzes und Förderung des Hindenburg-Programms sowie an der Ausarbeitung der Friedensverträge von Brest-Litowsk und von Bukarest (1918) beteiligt. Die Verhältnisse im Osten nach dem Vertrag waren für ihn nur ein „unfertiger Übergangszustand“.
Helfferich wurde nach der Ermordung des deutschen Botschafters in Sowjetrussland Wilhelm von Mirbach-Harff († 6. Juli 1918 in Moskau) als dessen Nachfolger nach Moskau entsandt, brach seine dortige Tätigkeit aber bereits nach zehn Tagen ab.

## Weimarer Republik
Helfferich war auch ein früher Förderer des „nationalen Sozialisten“ Eduard Stadtler und half bei der Gründungsfinanzierung von dessen Antibolschewistischer Liga am 1. Dezember 1918, indem er, da er selbst nicht öffentlich in Erscheinung treten wollte, eine Barspende in Höhe von 5000 Mark von Paul Mankiewitz, dem Direktor der Deutschen Bank, arrangierte. Dies war die Keimzelle des 500 Millionen Mark schweren Antibolschewistenfonds, der von der deutschen Wirtschaft am 10. Januar 1919 in Berlin gegründet wurde. Aus diesem Fonds flossen Gelder in propagandistische antibolschewistische, später nationalsozialistische Projekte, aber auch an gewalttätige Gruppen wie Freikorps, aktive Truppen etc., mit denen die sozialistische Bewegung nach der Novemberrevolution niedergeschlagen werden sollte. Eduard Stadtler, der Gründer und Leiter der Antibolschewistischen Liga, veranlasste nach eigener Aussage beispielsweise am 12. Januar 1919 die Ermordung von Rosa Luxemburg und Karl Liebknecht und brach Tage zuvor „Noskes Zaudern“, Militär in Berlin einzusetzen.

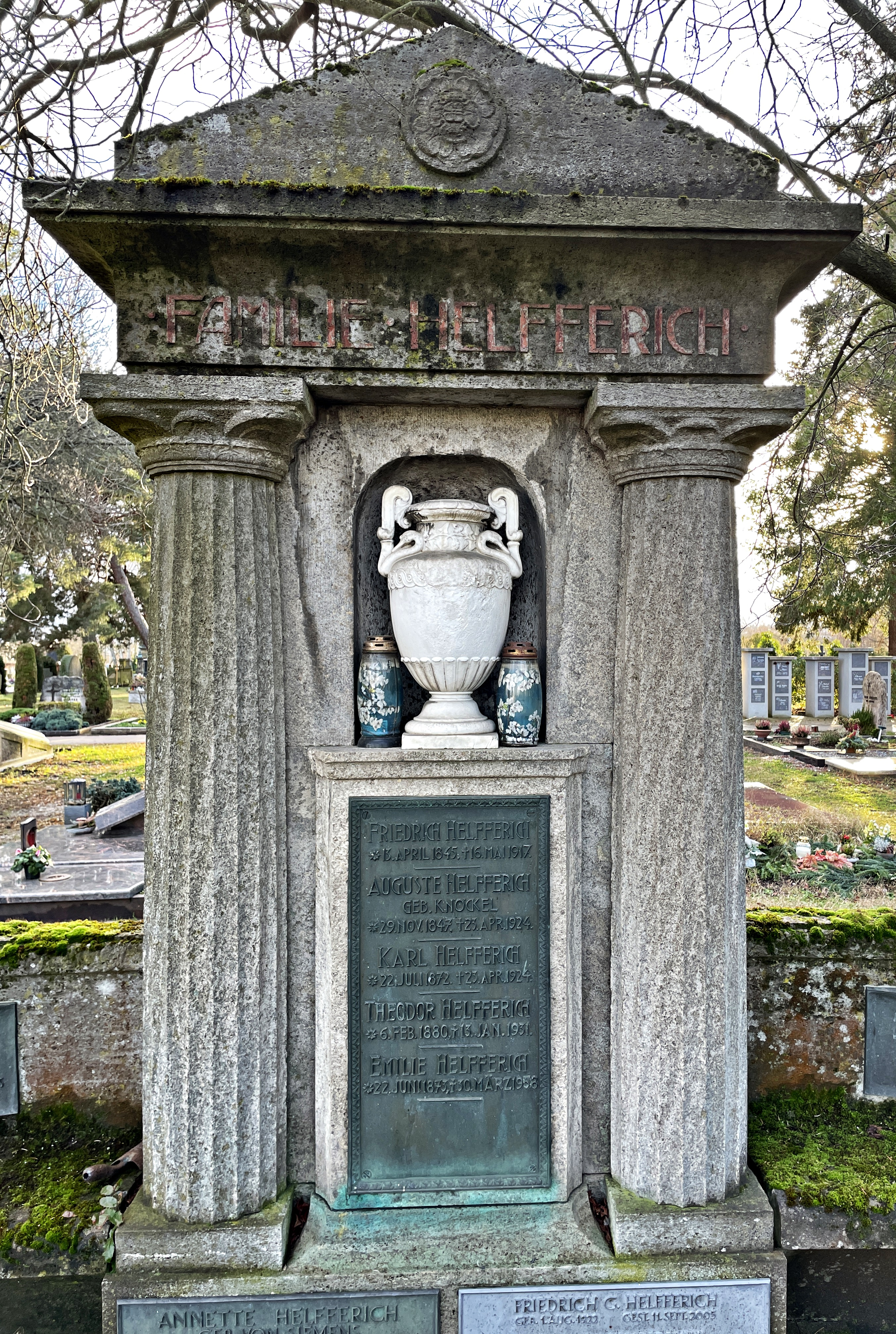
Helfferichs Grab auf dem Hauptfriedhof Neustadt an der Weinstraße

In der Weimarer Republik war Helfferich führender Politiker der rechten Deutschnationalen Volkspartei (DNVP). Durch radikale antirepublikanische Propaganda sowie Mordaufrufe gegen so genannte „Erfüllungspolitiker“ bzw. „Novemberverbrecher“ war er einer der prominentesten Vertreter der extremen Rechten. Helfferich war eine „Nahtstelle“ von Wirtschaft und Staat und nach Kriegsende einer der geistigen Väter der Dolchstoßlegende. Seine Polemiken gegen Walther Rathenau, Matthias Erzberger und Joseph Wirth trugen zu einem Klima bei, welches schließlich zu den politischen Morden in der frühen Weimarer Republik führte. Im Juni 1919 veröffentlichte Helfferich eine Artikelserie in der konservativen Kreuzzeitung, in der er politische und auch moralische Angriffe gegen Reichsfinanzminister Erzberger zusammentrug, etwa er hätte einen Meineid geleistet, sich in seinen politischen Entscheidungen von privaten finanziellen Interessen leiten lassen und Steuern hinterzogen. Erzberger reagierte mit einer Beleidigungsklage. Im folgenden Erzberger-Helfferich-Prozess vom 19. Januar bis 12. März 1920, der ihm eine Geldstrafe einbrachte, wurde Erzberger gleichzeitig so stark diskreditiert, dass dieser zurücktrat.
Im Jahr 1920 heiratete Helfferich die früh verwitwete Annette von Müffling (1886–1965), Tochter des Deutsche-Bank-Gründers Georg von Siemens. Im Juni 1920 in den Reichstag gewählt und als Wortführer an die Spitze der rechten Opposition aufgerückt, verteidigte er 1920/21 im Parlamentarischen Untersuchungsausschuss seine Politik während des Krieges. Zu einem Eklat kam es, als er sich weigerte, Fragen des USPD-Abgeordneten Oskar Cohn zu beantworten und dies mit dessen Judentum begründete. Durch seine Tiraden gegen den Abschluss des Vertrages von Rapallo, besonders durch seine Schmährede gegen Walther Rathenau am 23. Juni 1922, kann er als indirekt mitverantwortlich für dessen Ermordung tags darauf bezeichnet werden. Im Reichstag kam es auf die Nachricht von der Ermordung Rathenaus zu tumultartigen Szenen: Sozialdemokratische Reichstagsabgeordnete prügelten Deutschnationale aus dem Saal, Helfferich wurde als Mörder beschimpft. Reichskanzler Wirth zeigte auf Helfferich, als er sein vielzitiertes „Dieser Feind steht rechts!“ ausrief.
Während der Hyperinflation 1923 entwarf Helfferich den Plan einer Roggenwährung, der abgelehnt wurde. Wesentliche Merkmale wurden im Plan für die Einführung der Rentenmark übernommen. Er bewarb sich Ende 1923 um den Posten des Reichsbankpräsidenten und unterlag gegen Hjalmar Schacht. 1924 kam Helfferich bei dem schweren Eisenbahnunfall von Bellinzona ums Leben. Begraben ist er auf dem Hauptfriedhof in Neustadt an der Weinstraße.

## Nachleben
Nach ihm war bis 2024 die Karl-Helfferich-Straße in Neustadt an der Weinstraße benannt; eine Fachkommission überprüfte den Sachverhalt und schlug eine Änderung des Straßennamens vor, die seit Januar 2025 vollzogen ist (durch eine Verlängerung der angrenzenden Exterstraße). In Mainz-Kastel gab es einen Karl-Helfferich-Platz, der aber in den 1990er Jahren in Rathenauplatz umbenannt wurde. In Königsberg in Ostpreußen wurde die Ludwig-Frank-Straße 1933 in Helfferichstraße umbenannt. Von 1934 bis 1958 war die heutige Bernadottestraße in Berlin (in den Ortsteilen Grunewald, Schmargendorf und Dahlem) nach ihm benannt.

## Schriften
- Die Folgen des deutsch-österreichischen Münz-Vereins von 1857. Ein Beitrag zur Geld- und Währungs-Theorie. 1894 (urn:nbn:de:s2w-974).
- Bimetallistische Kampfesart. Eine Auseinandersetzung mit Herrn Dr. Otto Arendt, Mitglied des preussischen Abgeordnetenhauses. 1895 (visuallibrary.net).
- Die Reform des deutschen Geldwesens nach der Gründung des Reiches. 1898 (urn:nbn:de:s2w-6465).
- Studien über Geld- und Bankwesen. 1900 (urn:nbn:de:s2w-577).
- Das Geld. 1903 (urn:nbn:de:s2w-6560).
- Deutschlands Volkswohlstand 1888–1913. 1913 (urn:nbn:de:s2w-5320).
- Die Entstehung des Weltkrieges im Lichte der Veröffentlichungen der Dreiverbandmächte. 1915 (urn:nbn:de:s2w-6408).
- Reden und Aufsätze aus dem Kriege. 1917 (urn:nbn:de:s2w-5675).
- Fort mit Erzberger! Verlag Scherl, Berlin, 1919, Flugschriften zur Berliner Tageszeitung „Tag“ (urn:nbn:de:s2w-5621).
- Der Weltkrieg in 3 Bänden. Ullstein, Berlin 1919:
  - Die Vorgeschichte des Weltkrieges (urn:nbn:de:s2w-6521); Reprint: University Microfilms International, Ann Arbor MI 1980.
  - Vom Kriegsausbruch bis zum uneingeschränkten U-Bootkrieg. (Internet Archive)
  -  Vom Eingreifen Amerikas bis zum Zusammenbruch (urn:nbn:de:s2w-6541).
- Deutsche Bank – Georg von Siemens. Ein Lebensbild aus Deutschlands großer Zeit. 1921–1923.